# Модель «центр-периферия»
Моде́ль «центр-перифери́я», или модель «ядро-периферия» (англ. core-periphery model), — в экономической географии модель взаимодействия центральных и периферийных районов в процессе их развития. В классическом виде разработана Джоном Фридманном в 1966 году в книге «Политика регионального развития: опыт Венесуэлы».
В этой модели небольшой по территории центр, объединяющий наиболее передовые технологические и социальные достижения, противопоставляется огромной периферии — совокупности отдаленных и слаборазвитых территорий с замедленной модернизацией, служащей источником ресурсов и потребителем инноваций. Выделяют также полупериферийные районы, занимающие промежуточное положение, — бывшие центральные с устаревающей технологической базой, либо близко расположенные к центру периферийные районы, которые более эффективно взаимодействуют с центром. Следует отметить, что модель «центр-периферия» применяется на различных уровнях: глобальном, региональном, локальном.
Процесс пространственного распространения новых достижений носит название «диффузия нововведений» и является важной составляющей модели. Так, очевидно, что некоторая технология, зародившись в одном районе, постепенно распространяется через примыкающие территории всё дальше. При этом в районе возникновения инновация становится всё более используемой и ярко выраженной.